# 布拉格学派
布拉格学派（捷克語：Pražská škola）又称布拉格语言学小组，是20世纪30年代受索緒爾影响，而在捷克斯洛伐克首都布拉格形成的一支結構主義语言学流派。与哥本哈根学派、日内瓦学派相区分。代表人物有：特鲁别茨柯伊、马泰修斯和雅各布森等学者。
该学派主要认为语言是与其他社会现象有联系的符号体系。注重研究语言功能和音位，以及其他语言现象。对符號學、音位學、文体学、修辞学、语篇分析学、語言人類學、传播学、美学、表演艺术、戏剧的发展都产生了重要影响。

## 历史
1926年，马泰修斯带头成立了“布拉格语言学会”，会员有特鲁别茨柯伊和雅各布森等现代语言学者。在1928年第一届国际语音学大会，1929年国际斯拉夫学大会，以及《布拉格语言学派著作专集》丛书出版以后，“布拉格学派”很快就闻名欧美学术界。1929年至1939年，该学会出版了《布拉格语言学会会刊》，1935年至1953年出版了季刊《词与文》。1939年3月德军占领捷克后，学会成员流散，活动中断。二战胜利后短暂恢复。在1948年二月事件的影响下，学会于1953年解散。《词与文》成为捷克斯洛伐克科学院的刊物。

## 理论

### 标记理论
20世纪30年代，布拉格学派的语言学家为了描述音位系统中的一些对立现象，提出了标记理论（markedness theory）。具有某一特征的一方称为有标记项，而对方则称为无标记项。这一理论运用在语言教学实践中。如反义词、动物名词的阳性和阴性、长尾及短尾形容词、动词的时间以及句子的词序等。

## 脚注
1. ↑  英語：，捷克語：，俄语：，羅馬化：Pražskij lingvističeskij kružok，法語：
2. ↑  Linguistics. Volume 7, Issue 53, pages 100–127 （页面存档备份，存于）.
3. ↑  斯卡里契卡.  (Z1). 由王士燮翻译: 20–24. 1962. ISSN 1007-8274.
4. ↑  钱军. . 外语学刊. 1993, (5): 1–6. ISSN 1000-0100.
5. ↑  张会森. . 当代修辞学. 1986, (4): 57–58. ISSN 1674-8026.
6. ↑  姜望琪. . 外语教学与研究. 2008, (3). doi:10.3969/j.issn.1000-0429.2008.03.005.
7. ↑  Hymes, Dell. . American Anthropologist. 1982, 84 (2): 398–399. doi:10.1525/aa.1982.84.2.02a00130.
8. ↑  李彬. . 新闻与传播研究. 2000, (2): 61–67. ISSN 1005-2577.
9. ↑  杨磊. . 文艺理论研究. 2015, (2). ISSN 0257-0254.
10. ↑  Jörg Sternagel. . Transcript-Verlag. : 307. ISBN 9783837616484.
11. ↑  孟伟根. . 外国语文. 2010, (3). doi:10.3969/j.issn.1674-6414.2010.03.008.
12. ↑  李航. . 外国文学评论. 1989, (2): 38–44. ISSN 1001-6368.
13. ↑  东平. . 当代语言学. 1965, (4): 36–37.
14. ↑  张凤. . 解放军外国语学院学报. 1999, (6): 44–46.
15. ↑  唐承贤. . 外语研究. 2003, (4): 17–20. doi:10.3969/j.issn.1005-7242.2003.04.005.
16. ↑  李玉萍. . 解放军外国语学院学报. 2004, 27 (4): 54–57. doi:10.3969/j.issn.1002-722X.2004.04.013.

## 延伸阅读
外文文献
- Toman, Jindřich. . Cambridge, Massachusetts: The MIT Press. 1995. ISBN 0-262-20096-1.
- 鲁尔斯托夫（著）.  西方语言学原版影印系列丛书. 北京大学出版社. 2004年9月. ISBN 9787301068878 （英语）.

中文文献
- 钱军. . 吉林教育出版社. 1998年. ISBN 9787115226266.
- 中国社会科学院外国文学研究所 (编). . 世界文论第七辑. 社会科学文献出版社. 1995年12月. ISBN 9787800506710.